# Ceramida brandeiroi
Ceramida brandeiroi är en skalbaggsart som beskrevs av Flach 1906. Ceramida brandeiroi ingår i släktet Ceramida och familjen Melolonthidae. Inga underarter finns listade.